# Andreas Georg Paumgartner

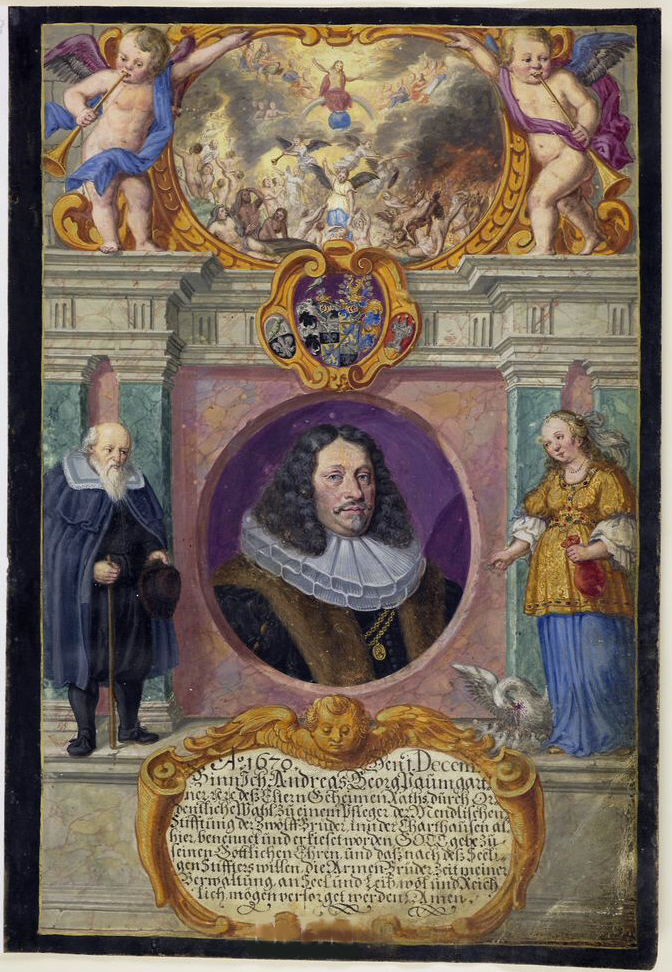
Hieronymus Franz Fuchs: Andreas Georg Paumgartner; Pfleger der Mendelschen Zwölfbrüderstiftung (1670)

Andreas Georg Paumgartner von und auf Holnstein und Lonnerstadt etc. (* 1613 in Nürnberg; † 18. März 1686 ebenda) war ein zweiter Losunger (Bürgermeister), Patrizier und Kriegshauptmann der Stadt Nürnberg.

## Leben
Andreas Georg Paumgartner entstammte der Patrizierfamilie Paumgartner von Holnstein und Grünsberg. Nach einem Studium an der Nürnberger Universität Altdorf mit Studentennamen „Ulpianus“ übernahm er in rascher Folge wichtige Ämter und Funktionen in der Reichsstadt Nürnberg. Er war Mitglied des älteren geheimen Rates, Dritter Oberster, Kriegshauptmann, des hochlöblichen Fränkischen Kreises Kriegsrat, des Durchlauchtigsten Fürsten, Pfalzgrafen Christian August von Sulzbach Geheimer Rat und zweiter Losunger, ein Amt, das dem eines Bürgermeisters entsprach.

## Das Epitaph und der Totenschild Andreas Georg Paumgartners
Nach seinem Tod 1686 wurde Andreas Georg Paumgartner auf dem Nürnberger Friedhof St. Johannis bestattet. Sein reiches Epitaph aus Bronze von Georg Schweigger, 1679 noch zur Lebenszeit datiert, ist von kunsthandwerklicher Bedeutung und weist ungewöhnliche Details auf. Der Unterkiefer des lebensgroßen bronzenen Schädels unter dem Familienwappen ist mit einem Scharnier versehen und kann zum  Klappern gebracht werden. Der Schädel weist an der Stirn schläfenseitig ein Loch auf, was zur Legende der insgeheimen Ermordung Paumgartners mit einem Nagel durch die Ehefrau führte. Diese Legende wurde kriminalliterarisch von Lena Bloom („Rosen in St. Johannis“) verarbeitet.
Ein hölzerner Totenschild ist im Presbyterium der Schlosskapelle von Holnstein erhalten.